# Julio Daniel Morales
Julio Daniel Morales Echevarria (Montevideo, Uruguay, 5 de febrero de 1965) es un exfutbolista y entrenador uruguayo. Se desempeñó como delantero y es uno de los máximos goleadores de la década de los noventa en el fútbol uruguayo. Su último equipo dirigido fue Club Sportivo Cerrito. 

## Trayectoria
Debutó profesionalmente como futbolista en Huracán Buceo, de Montevideo, donde realizó las divisiones juveniles como delantero.
Luego de mostrar cualidades en tal equipo y ser citado a la selección sub-20 de su país, emigró a Francia donde desempeñó una extensa carrera en diversos equipos como CS Sedan, Olympique Alès y FC Montceau.
En 1990 decide regresar a Uruguay y fichar por el Bellavista, retomó su nivel mostrado antes y se convirtió en el segundo goleador del torneo uruguayo, detrás de Adolfo Barán. Sin contar que su equipo cortó con la hegemonía de Nacional y Peñarol, acabando como Campeón Nacional ese año.  Esto le valió ser contratado por Boca Juniors de Argentina, que conducía su paisano Óscar Washington Tabárez, con el fin de suplir la falta de gol que había evidenciado Batistuta un año antes. 
Lamentablemente para el, sufrió una grave lesión, una rotura de ligamentos cruzados y meniscos de rodilla izquierda, que no solo frustró su continuidad en el equipo sino la posibilidad de una convocatoria al Seleccionado nacional ese año.
En contexto, Palito tuvo su debut oficial el 24 de febrero de 1991 por la primera fecha del Torneo Clausura. Fue contra Argentinos Juniors en cancha de Vélez al ingresar en el entretiempo reemplazando a Claudio Rodríguez. En la primera pelota que fue a trabar a los 30 segundos, sufrió la lesión mencionada y tuvo que salir cinco minutos después de haber ingresado al terreno. 
Tras casi nueve meses, volvió al fútbol para jugar media hora en el Estadio Bombonera ante Rosario Central, ya por el Torneo Apertura.
En febrero de 1992, fue confirmado su traspaso a Alianza Lima de Perú, equipo donde estuvo medio año, rescindiendo su contrato aduciendo la inestabilidad que vivía ese país aquellos años. 
Luego regresó a su país, fichando por el Nacional, equipo con el que obtuvo el Campeonato 1992 y la Liguilla 1993, respectivamente. En su paso por el club, registró 11 goles en 39 partidos. Curiosamente, pese a responder en el equipo cuando se le necesitaba nunca se asentó como titular. 
Después de terminar su contrato con tal equipo, se quedó en Uruguay jugando por clubes como Progreso y Basáñez. Tras un breve retorno al Bella Vista para ganar el ascenso con el equipo, se retiró con la camiseta de Fénix en el 2000.
Fue entrenador de Bella Vista, a mediados de 2004.
En 2013 fue confirmado como entrenador de Cerrito, siendo este su último equipo (profesional) que dirige hasta el momento.

## Clubes

### Como jugador
| Club           | País      | Año       |
| -------------- | --------- | --------- |
| Huracán Buceo  | Uruguay   | 1984-1985 |
| CS Sedan       | Francia   | 1985-1987 |
| Olympique Alès | Francia   | 1987-1989 |
| Bella Vista    | Uruguay   | 1990      |
| Boca Juniors   | Argentina | 1991      |
| Alianza Lima   | Perú      | 1992      |
| Nacional       | Uruguay   | 1992-1994 |
| Progreso       | Uruguay   | 1995      |
| Basáñez        | Uruguay   | 1996-1997 |
| Bella Vista    | Uruguay   | 1998      |
| Fénix          | Uruguay   | 1999-2000 |

### Como entrenador
| Club        | País    | Año       | P  | PG | PE | PP | Rendimiento |
| ----------- | ------- | --------- | -- | -- | -- | -- | ----------- |
| Bella Vista | Uruguay | 2004      | 17 | 4  | 9  | 4  | 50%         |
| Cerrito     | Uruguay | 2013-2014 | 13 | 4  | 2  | 7  | 38.46%      |
| Total       | Total   | Total     | 30 | 8  | 11 | 11 | 45%         |

## Palmarés

### Como jugador
| Título           | Club        | País    | Año  |
| ---------------- | ----------- | ------- | ---- |
| Primera División | Bella Vista | Uruguay | 1990 |
| Primera División | Nacional    | Uruguay | 1992 |
| Torneo Liguilla  | Nacional    | Uruguay | 1993 |